# Dieplingsberg
Dieplingsberg ist eine Hofschaft in Radevormwald im Oberbergischen Kreis im nordrhein-westfälischen Regierungsbezirk Köln in Deutschland.
Sie liegt im Süden von Radevormwald unmittelbar an der Stadtgrenze zu Hückeswagen. Die Nachbarorte sind Kaffeekanne und die Straßenzüge der Südstadt. In unmittelbarer Nähe befindet sich auch eine Freizeitanlage mit Spielplatz. Südlich der Ortschaft verläuft der Wiebach, der in seinem weiteren Verlauf in die Wiebachvorsperre der Wuppertalsperre mündet. Der Ortsrundwanderweg A1 verläuft an der Hofschaft vorbei.
1516 wurde der Ort das erste Mal urkundlich als Deytelynges Berg in „Kirchenrechnungen“ erwähnt.
Politisch wird der Ort durch den Direktkandidaten des Wahlbezirks 30 im Rat der Stadt Radevormwald vertreten.